# روبرت لي ألين
روبرت لي ألين (بالإنجليزية: Robert L. Allen)‏ هو صحفي وكاتب أمريكي، ولد في 29 مايو 1942 في أتلانتا في الولايات المتحدة.